# 柳川 (青森市)
柳川（やなかわ）は、青森県青森市にある地名である。一丁目・二丁目がある。郵便番号は038-0012。

## 地理
柳川は、青森市中心部の西寄りに位置する。北西は沖館、北は青森湾、東は安方・新町・古川・大野字長島、南は北金沢・久須志・千刈、西は篠田に接する。一丁目はJR青森駅構内が多くを占め、その他は港湾用地、商業地、集合住宅用地として使われている。二丁目は、海岸に石油タンクが設置されているほか、商業地・公共用地として使われている。

## 河川
- 沖館川 - 地区の西端を北西に流れている。

## 海洋
陸奥湾のなかの青森湾

## 歴史
かつての大字古川、および大字沖館の小字柳川が地名の由来である。
- 1971年（昭和46年）-11月1日、 青森市の西部住居表示実施により、柳川一丁目・同二丁目が設置された。
  - 柳川一丁目 - 新安方町、古川字柳川、古川字千刈、沖館字柳川の各一部
  - 柳川二丁目 - 沖館字柳川、沖館字篠田の各一部

柳川二丁目には以前は、青森・岩手・宮城各県の国有林を管理する青森営林局があり、営林局・営林署関係の施設のほか、木材関係の企業が立地し、製材所や木材置き場が設けられていた。現在は、商業・住宅用地等に転用されている。

## 世帯数と人口
2022年（令和4年）9月1日現在の世帯数と人口は以下の通りである。
| 町丁      | 世帯数  | 人口  |
| --------- | ------- | ----- |
| 柳川1丁目 | 462世帯 | 739人 |
| 柳川2丁目 | 22世帯  | 41人  |
| 計        | 484世帯 | 780人 |

## 小・中学校の学区
市立小・中学校に通う場合、学区は以下の通りとなる。
小学校
- 青森市立千刈小学校（1丁目の一部）
- 青森市立篠田小学校（1丁目の一部）
- 青森市立沖館小学校（1丁目の一部、2丁目）

中学校
- 青森市立古川中学校（1丁目の一部）
- 青森市立沖館中学校（1丁目の一部、2丁目）

## 交通

### 鉄道
- 青森駅 - JR東日本奥羽本線・津軽線、青い森鉄道青い森鉄道線

### バス
青森駅前バス乗り場から、以下の各社の路線が運行されている。
- JRバス東北十和田北線
- 青森市営バス
- 青森市市民バス
- 弘南バス
- 十和田観光電鉄 - 十和田-青森線
- 下北交通

### 航路
- シィライン青森脇野沢・佐井航路。青森港旅客船ターミナルに発着する。

### 道路
- 国道7号 - 一丁目南端部に古川跨線橋がある。
- 国道280号 - 二丁目の南の縁を通る。

## 施設
- 青森港旅客船ターミナルビル
- 青函連絡船メモリアルシップ八甲田丸
- 青森市役所 柳川庁舎
- A-FACTORY
- 青森市民ホール
- 青森マリーナ
- 県営住宅ベイサイド柳川
- 東西オイルターミナル 青森油槽所
- 青森市森林博物館
- 青森県民生協アカシア館